# Víctimas del vaciamiento
Víctimas del vaciamiento es el tercer y último álbum de estudio de la banda argentina de thrash metal Hermética, lanzado en 1994 por Radio Trípoli Discos. 
Fue certificado disco de oro y la banda se separó unos meses después de promocionar el álbum en el Estadio Obras Sanitarias.

## Antecedentes
El primer baterista de Hermética, Tony Scotto, dejó la banda en 1991 y fue reemplazado por Claudio Strunz, justo antes de que grabaran Ácido argentino. El álbum fue certificado como disco de oro por la Cámara Argentina de Productores de Fonogramas y Videogramas (CAPIF) por sus ventas en Argentina. El sello, Radio Trípoli Discos, les propuso realizar el nuevo álbum en un estudio de Miami o Los Ángeles. El líder Ricardo Iorio rechazó la propuesta, prefiriendo quedarse en el país.

## Producción
El baterista Claudio Strunz tuvo mejores condiciones de grabación que en Ácido argentino, ya que tuvo más tiempo para practicar las canciones y experiencia con la banda. A diferencia del álbum anterior, el nuevo presenta estructuras de canciones más variadas y una mayor coordinación con el estilo de guitarra de Antonio Romano. El nombre provisional del álbum fue Desde adentro; luego fue cambiada a Víctimas del vaciamiento, una canción de su primer álbum, Hermética. La banda encargó a la artista plástica Marina Devesa la realización del arte de la tapa, basándose en ideas de Iorio, quien quería una portada similar al estilo del pintor neerlandés del siglo XV El Bosco. La obra de arte fue rechazada porque resultó ser similar a la de una banda española. Hizo una nueva versión, que también fue rechazada. Luego la banda le pidió a Christian Heredia, un pintor que diseñó banners para la banda, que rehiciera el último trabajo artístico de Devesa, creando la portada definitiva.
Ricardo Iorio escribió todas las letras del álbum. A diferencia de los álbumes anteriores, donde cada canción abordaba varios temas a la vez, cada canción del nuevo álbum se centró en un tema específico. Por ejemplo, «Otro día para ser» trata sobre ecologismo, «Olvídalo y volverá por más» trata sobre los escándalos de corrupción que involucran al alcalde de Buenos Aires Carlos Grosso, «Hospitalarias realidades» trata sobre la atención médica en Argentina, «Buscando razón» trata sobre músicos que cambian de género musical y «Del colimba» trata sobre el servicio militar obligatorio en Argentina. El álbum también incluye una canción, «Moraleja», una canción folclórica en marcado contraste con el thrash metal del resto del álbum. La banda aclaró en entrevistas que esta canción fue compuesta durante las giras como una broma.

## Promoción y separación de la banda
La banda inicialmente consideró promocionar el álbum con un concierto en Stadium, recinto donde grabaron En vivo 1993 Argentina. La idea fue descartada porque el lugar no era lo suficientemente grande para albergar a su creciente audiencia. En cambio, hicieron un concierto en el Estadio Obras Sanitarias. Grabaron un disco en vivo, incluyendo una versión de thrash metal del tema «De los pagos del tiempo» del cantante de música folclórica José Larralde. Como el álbum fue certificado como disco de oro, acordaron recibir el premio en el escenario, durante el concierto.
La banda se disolvió unos meses después. Las relaciones entre los miembros de la banda se volvieron más conflictivas. El cantante Claudio O'Connor dijo que Iorio pasó «de líder a tirano, pero no podíamos seguir sin él porque el nombre es suyo y las letras son suyas. Tenía mucha influencia dentro de la banda». También afirmó que el dinero se distribuyó de forma desigual entre los miembros de la banda, y que Iorio se quedó con el 40% de las ganancias de la banda. Después de la separación, Iorio formó la banda Almafuerte con el guitarrista Claudio Marciello y el baterista Claudio Cardacci. Los demás miembros de Hermética permanecieron juntos como Malón.

## Recepción
En una reseña de 2023 del trabajo de Iorio, Sebastián Chaves de Rolling Stone consideró a Víctimas del vaciamiento como uno de los mejores últimos álbumes de cualquier banda, posiblemente porque no se hicieron otros álbumes de Hermética después de él. Señaló que el contexto del álbum estuvo muy influenciado por la presidencia de Carlos Menem.

## Lista de canciones
Todas las letras escritas por Ricardo Iorio.
| N.º   | Título                       | Música                       | Duración |  |
| 1.    | «Soy de la esquina»          | Antonio Romano               | 3:10     |  |
| 2.    | «Otro día para ser»          | Ricardo Iorio/Antonio Romano | 4:58     |  |
| 3.    | «Traición»                   | Antonio Romano               | 3:14     |  |
| 4.    | «Olvídalo y volverá por más» | Antonio Romano               | 4:01     |  |
| 5.    | «Hospitalarias realidades»   | Antonio Romano               | 3:28     |  |
| 6.    | «Buscando razón»             | Ricardo Iorio                | 3:41     |  |
| 7.    | «Cuando duerme la ciudad»    | Ricardo Iorio                | 4:48     |  |
| 8.    | «Ayer deseo, hoy realidad»   | Ricardo Iorio                | 3:23     |  |
| 9.    | «Del colimba»                | Ricardo Iorio                | 4:13     |  |
| 10.   | «Moraleja»                   | Ricardo Iorio/Tradicional    | 2:48     |  |
| 11.   | «Tano solo (Instrumental)»   | Antonio Romano               | 5:56     |  |
| 43:45 |                              |                              |          |  |

## Créditos
Banda
- Claudio O'Connor - voz
- Antonio Romano - guitarra
- Ricardo Iorio - bajo, voz líder en «Olvídalo y volverá por más» y «Del colimba», introducción en «Otro día para ser» y fragmento en «Moraleja»
- Claudio Strunz - batería

Otros
- Álvaro Villagra - ingeniero de sonido, teclado en «Otro día para ser» y «Cuando duerme la ciudad», piano en «Moraleja»
- Sergio Fasanelli - productor ejecutivo
- Christian Heredia - arte de tapa
- Gonzalo Dobleg - Diseño Gráfico
- Andrés Violante - fotografía
- Marcelo Tommy Moya - coordinación
- Marcelo Caputo - mánager